# ملحم (سلماس)
مَلحَم، روستایی است از توابع بخش مرکزی شهرستان سلماس استان آذربایجان غربی ایران.مردم این منطقه ترک هستند و به زبان ترکی آذربایجانی صحبت میکنند.

## جمعیت
این روستا در دهستان زولاچای قرار داشته و براساس سرشماری مرکز آمار ایران در سال ۱۳۹۵، جمعیت این روستا برابر با ۵٬۲۱۵ نفر (۱٬۲۴۲ خانوار) بوده‌است. 